# Нью-Лондон (Коннектикут)
Нью-Лондон (англ. New London) — портовый город на северо-восточном побережье США. Находится в округе Нью-Лондон в штате Коннектикут в устье реки Темс. По переписи 2010 года в городе проживает 27 620 человек.
В городе расположены два колледжа (Коннектикут-колледж и Митчелл-колледж) и Военная академия береговой охраны США, а также база Береговой охраны. В Гротоне, пригороде Нью-Лондона, расположена крупнейшая в США верфь по строительству атомных подводных лодок. В Гротоне также находится основная база подводных лодок ВМС США на восточном побережье.

## История
Коренные народы Северной Америки называли эту территорию Nameaug. В 1646 году Джон Уинтроп-младший основал здесь первую английскую колонию, что сделало Нью-Лондон тринадцатым городом, который был основан в Коннектикуте. Название Nameaug не нравилось Генеральной Ассамблеи штата, поэтому было принято решение сменить название города на Faire Harbour. Но народ возражал. Жители города говорили о том что предыдущее название (Nameaug) они бы предпочли больше. После долгих дебатов власти смягчились и пошли на компромисс. И 10 марта 1658 года по обоюдному согласию сторон город был официально назван в честь Лондона (Англия) — Нью-Лондон.

## Галерея

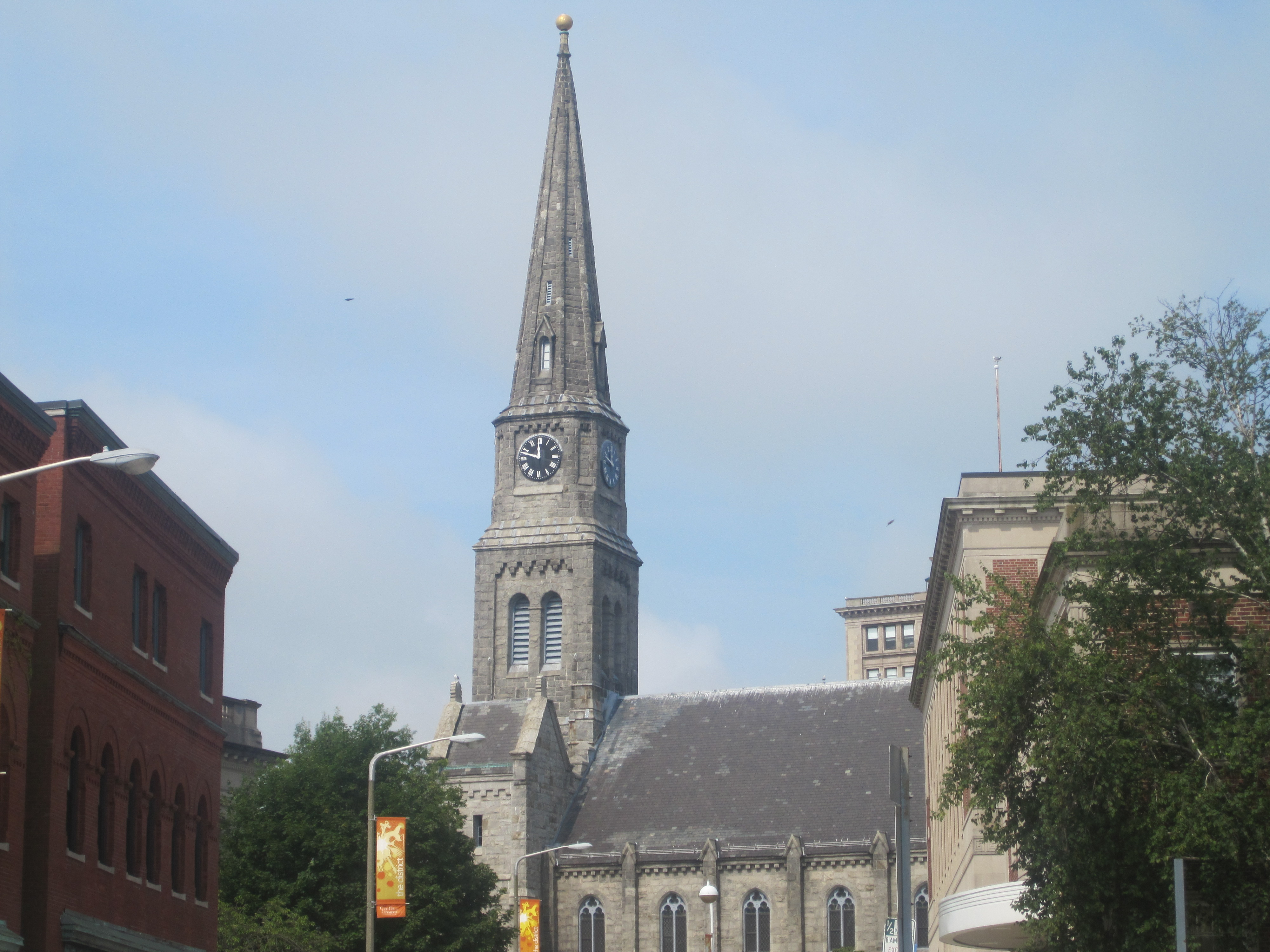
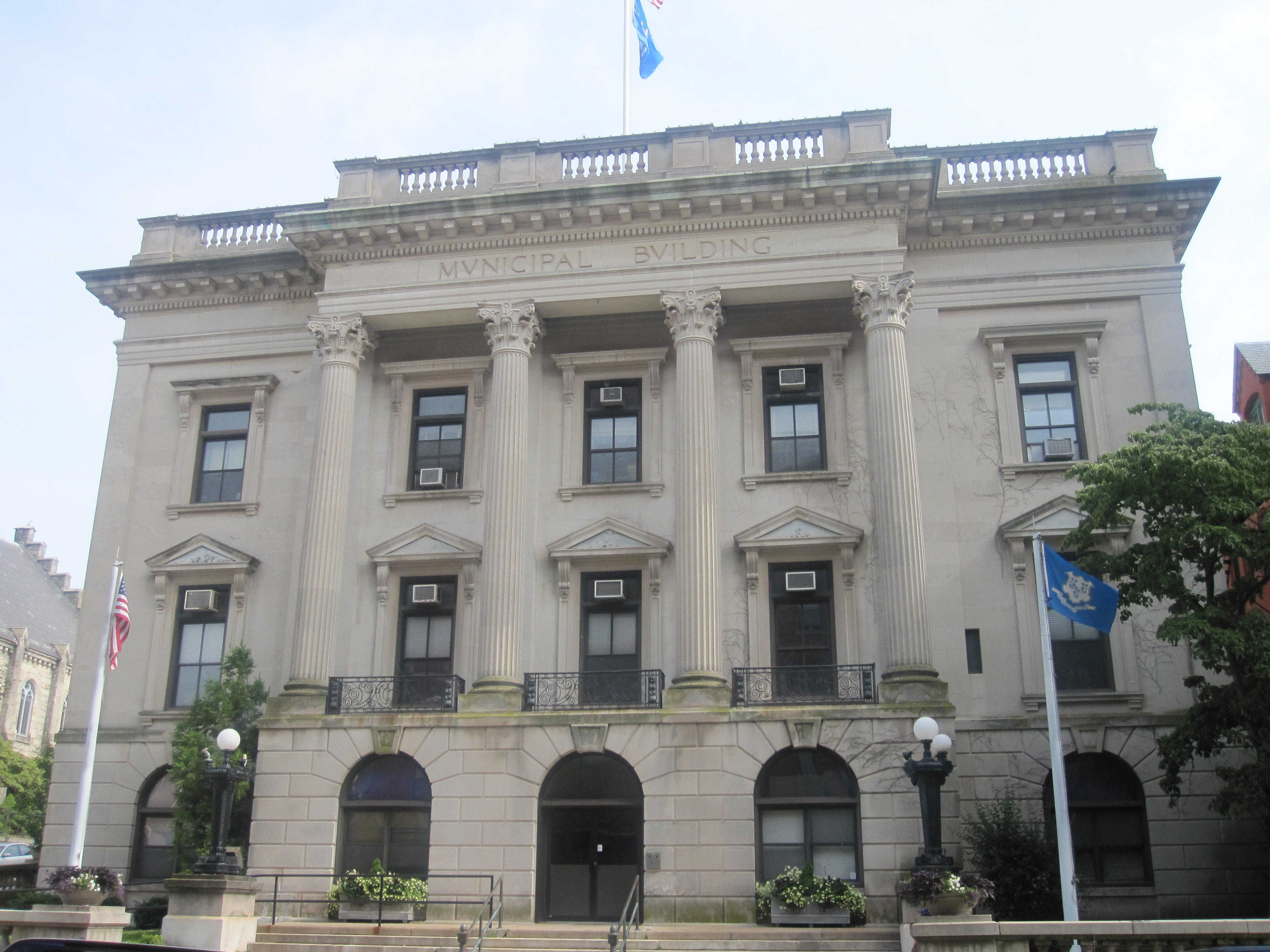
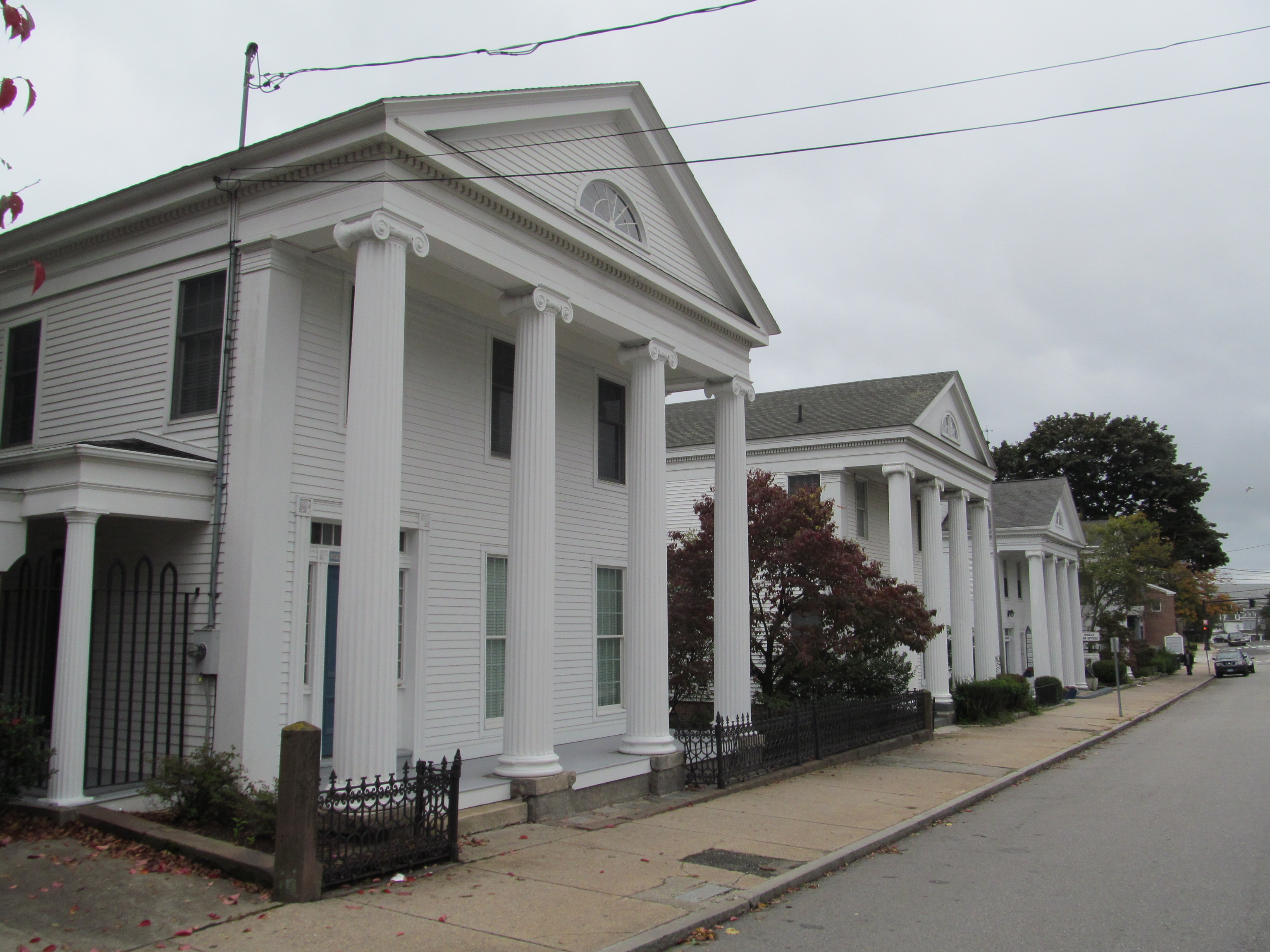
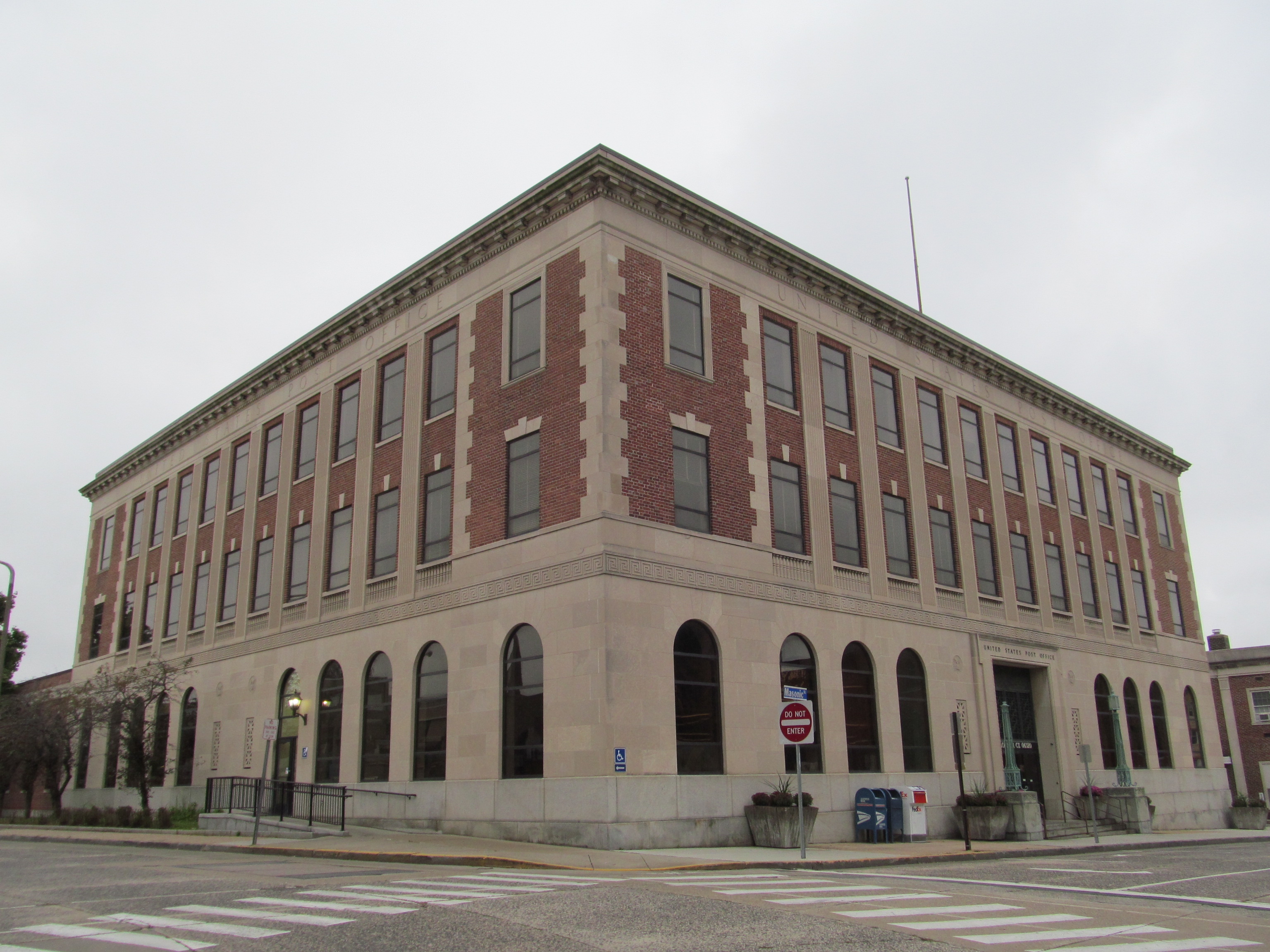
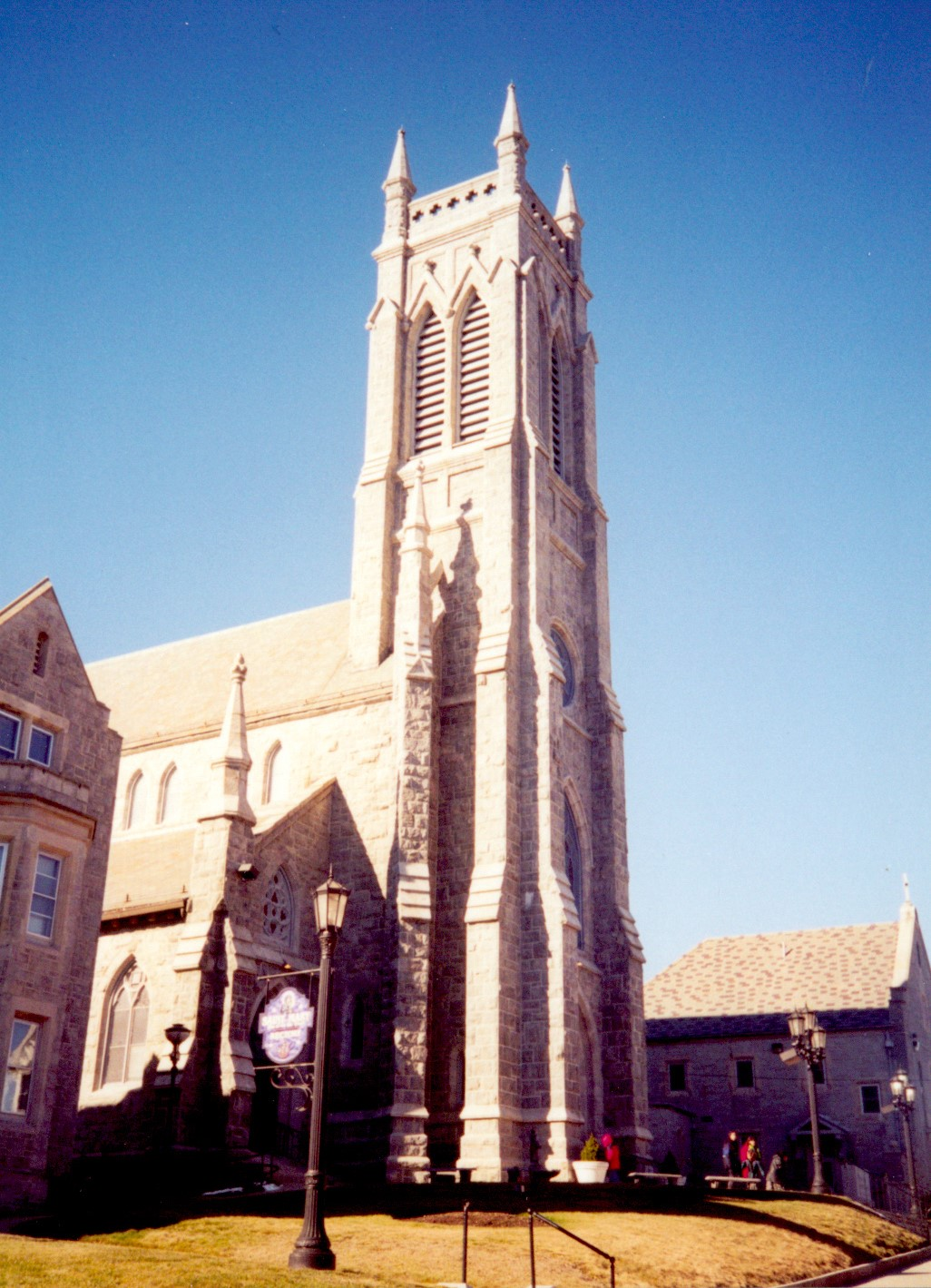
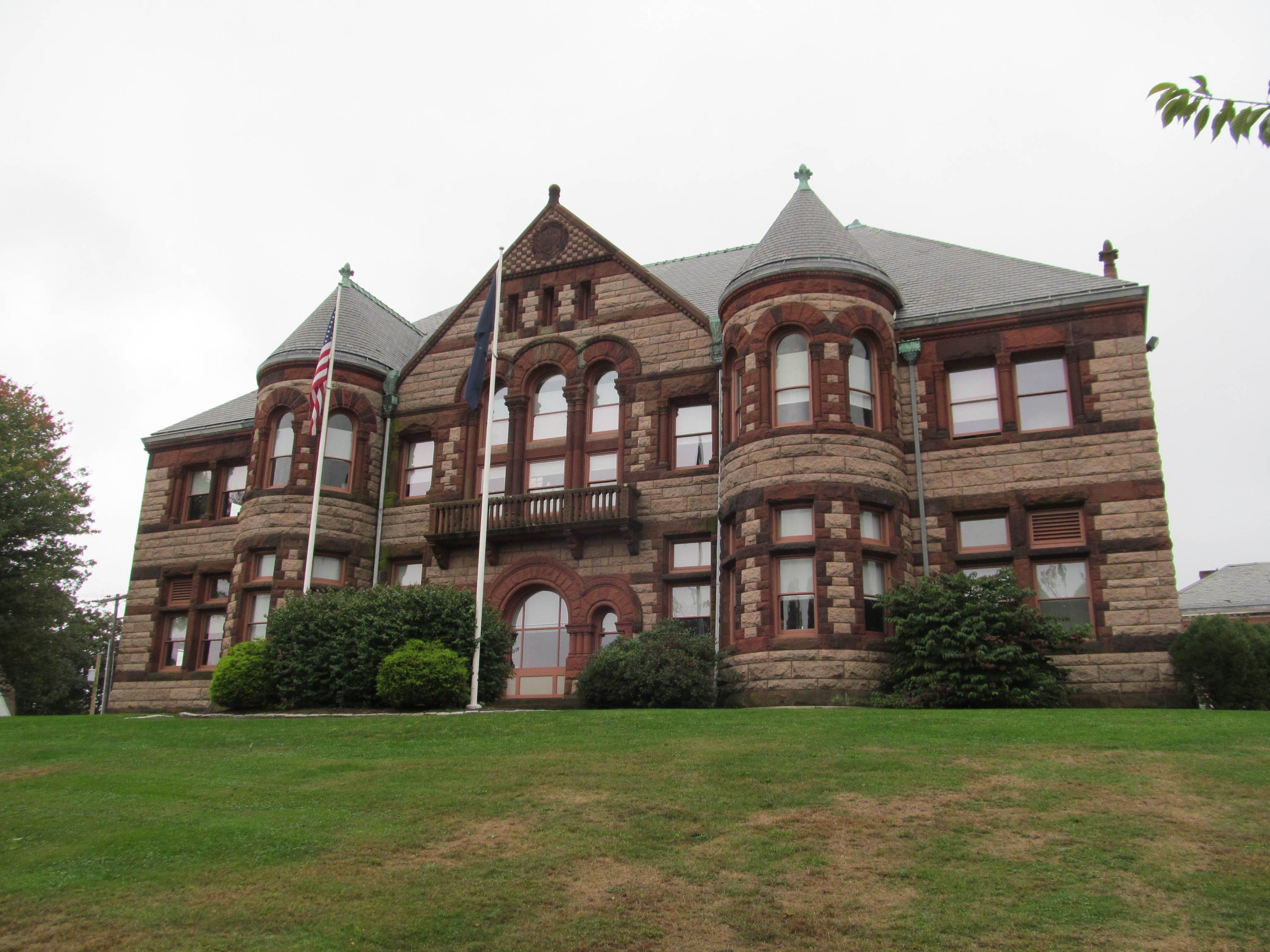
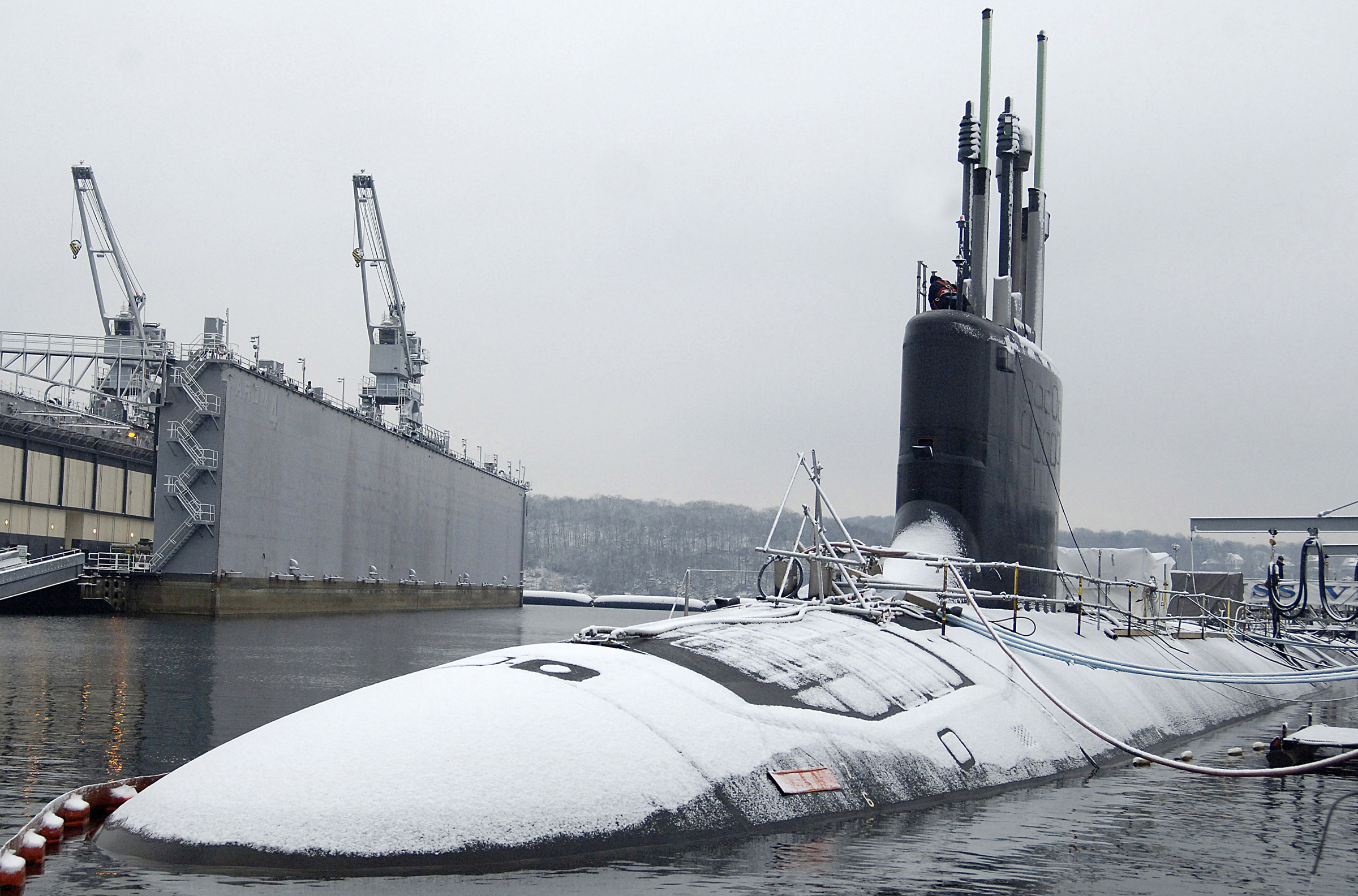
Атомная подводная лодка USS Virginia (SSN-774) у причала в базе Нью-Лондон